# 온건파
온건파(Moderate party)는 특히 정치, 종교와 관련하여 급진적인 관점을 거부하는 개념적 분류이다.

## 종교적 입장
온건파는 스코틀랜드 교회의 역사 중 18세기에 일어난 스코틀랜드 장로교의 분리 중 강경파와 온건파로 크게 나누게 되는 데 이 중에 후자를 가리킨다.  온건파로는 윌리엄 로버트슨, 휴그 블레어가 있고,  강경파로는 존 어스킨이 지도자였다.  온건파는 그 당시 스코틀랜드 계몽주의자들의 철학을 증진시키고 파급시키기를 원한 반면에 강경파는 반대하였다.  이들은 강경파들이 가진 웨스트민스터 신앙고백의 교리중심에 탈피하기를 원했으므로 이단성을 가졌다고 비판을 받았다.  The Patronage Acts를 통해 의회가 성직자를 임명하는 것을 원했다.
1751년에 윌리엄 로버트슨과 휴그 블레어등은 "반대하는 이유들(Reasons of Dissent)"이란 팜플렛을 만들었다.  그곳에는 개교회와 장로들이 의회에 거부권을 행사하지 못하도록 하는 내용이 포함되었다. 즉, 개인의 양심의 자유를 무정부상태와 혼돈으로 규정짓는 내용이었다.  이러한 이유로 온건파는 1752년에 지방의 영주와 결탁해서 성직자를 관리하는 중앙통제를 지지하게 되었다.  이에 대항해서 목회자였던 존 위더스푼은 개인의 양심의 자유를 강조하여 교회의 회중에 보다 권한을 주도록 하자고 주장하였다.

## 같이 보기
- 블레어주의
- 중도주의
- 중도좌파
- 중도우파
- 무당파 (정치)
- 신 노동당
- 급진중도